# Lillflärken (Hällesjö socken, Jämtland)
Lillflärken är en sjö i Bräcke kommun i Jämtland och ingår i Ljungans huvudavrinningsområde.